# مایک کوپه
مایک کوپه (به انگلیسی: Mike Coupe) (زاده ۱۹۶۰) کارآفرین، بازرگان و مدیر ارشد اجرایی بریتانیایی است، که در حال حاضر به‌عنوان مدیر عامل اجرایی شرکت سینزبوریس فعالیت می‌کند.